# Pediacus japonicus
Pediacus japonicus är en skalbaggsart som beskrevs av Edmund Reitter 1874. Pediacus japonicus ingår i släktet Pediacus och familjen plattbaggar. Inga underarter finns listade i Catalogue of Life.